# Canalitas
Canalitas (em grego: Καναλῖται; romaniz.: Kanalitai; em sérvio: Konavljani) foram uma tribo sérvia que habitou o território atual da Herzegovina e oeste da Bósnia, na porção da histórica Dalmácia que esteve sob domínio do Império Bizantino. Nada se sabe sobre eles após a unificação da Sérvia no fim da Alta Idade Média. O imperador bizantino do século X Constantino VII Porfirogênito (r. 913–959) afirma que eram descendentes de sérvios não batizados, do tempo do Arconte Desconhecido que vieram da Sérvia Branca e reclamaram proteção do imperador Heráclio (r. 610–641).